# Саманта Стосур
Саманта Джейн Стосур (англ. Samantha Jane Stosur, 30 березня 1984) — австралійська професійна тенісистка.
В одиночному розряді найбільшим досягненням Саманти Стосур на турнірах Великого шолому стала перемога у Відкритому чемпіонаті США у 2011. У парному розряді Саманта займала першу позицію у світовому рейтингу, граючи з Лісою Реймонд. Вона вигравала Відкритий чемпіонат Франції та Відкритий чемпіонат США, була фіналісткою Вімблдону та Відкритого чемпіонату Австралії, а також двічі переможницею чемпіонату WTA.

## Особисте життя
Саманта Стосур є відкритою лесбійкою.

## Статистика

### Фінали турнірів Великого шолома

#### Одиночний розряд: 2 (1 титул)
| Результат | Рік  | Турнір      | Поверхня | Супротивниця       | Рахунок       | Ref   |
| --------- | ---- | ----------- | -------- | ------------------ | ------------- | ----- |
| Поразка   | 2010 | French Open | Ґрунт    | Франческа Ск'явоне | 4–6, 6–7(2–7) | [ 2 ] |
| Перемога  | 2011 | US Open     | Хард     | Серена Вільямс     | 6–2, 6–3      | [ 3 ] |

#### Пари: 8 (3 титули)
| Результат | Рік  | Турнір          | Поверхня | Партнерка      | Супротивниці                     | Рахунок            |
| --------- | ---- | --------------- | -------- | -------------- | -------------------------------- | ------------------ |
| Перемога  | 2005 | US Open         | Хард     | Ліза Реймонд   | Олена Дементьєва Флавія Пеннетта | 6–2, 5–7, 6–3      |
| Поразка   | 2006 | Australian Open | Хард     | Ліза Реймонд   | Янь Цзи Чжен Цзє                 | 6–2, 6–7(7–9), 3–6 |
| Перемога  | 2006 | French Open     | Ґрунт    | Ліза Реймонд   | Даніела Гантухова Аї Сугіяма     | 6–3, 6–2           |
| Поразка   | 2008 | Wimbledon       | Трава    | Ліза Реймонд   | Серена Вільямс Вінус Вільямс     | 2–6, 2–6           |
| Поразка   | 2008 | US Open         | Хард     | Ліза Реймонд   | Кара Блек Лізел Губер            | 3–6, 6–7(6–8)      |
| Поразка   | 2009 | Wimbledon       | Трава    | Ренне Стаббс   | Серена Вільямс Вінус Вільямс     | 6–7(4–7), 4–6      |
| Поразка   | 2011 | Wimbledon       | Трава    | Сабіне Лісіцкі | Квета Пешке Катаріна Среботнік   | 3–6, 1–6           |
| Перемога  | 2019 | Australian Open | Хард     | Чжан Шуай      | Тімеа Бабош Крістіна Младенович  | 6–3, 6–4           |

#### Змішані пари: 3 титули
| Результат | Рік  | Турнір          | Поверхня | Партнер        | Супротивники                  | Рахунок          |
| --------- | ---- | --------------- | -------- | -------------- | ----------------------------- | ---------------- |
| Перемога  | 2005 | Australian Open | Хард     | Скотт Дрейпер  | Лізел Губер Кевін Улльєтт     | 6–2, 2–6, [10–6] |
| Перемога  | 2008 | Wimbledon       | Трава    | Боб Браян      | Катаріна Среботнік Майк Браян | 7–5, 6–4         |
| Перемога  | 2014 | Wimbledon       | Трава    | Ненад Зімоньїч | Макс Мирний Чжань Хаоцін      | 6–4, 6–2         |

## Істрія виступів в турнірах Великого шолома

### Одиночний розряд
| Турнір          | 2002 | 2003 | 2004 | 2005 | 2006 | 2007 | 2008 | 2009 | 2010 | 2011 | 2012 | 2013 | 2014 | 2015 | 2016 | 2017 | 2018 | 2019 | В–П   |
| --------------- | ---- | ---- | ---- | ---- | ---- | ---- | ---- | ---- | ---- | ---- | ---- | ---- | ---- | ---- | ---- | ---- | ---- | ---- | ----- |
| Australian Open | 1к   | 3к   | 2к   | 1к   | 4к   | 2к   | A    | 3к   | 4к   | 3к   | 1к   | 2к   | 3к   | 2к   | 1к   | 1к   | 1к   | 1к   | 18–17 |
| French Open     | A    | A    | 1к   | 2к   | 1к   | 3к   | 2к   | ПФ   | Ф    | 3к   | ПФ   | 3к   | 4к   | 3к   | ПФ   | 4к   | 3к   | 2к   | 40–16 |
| Wimbledon       | A    | 1к   | 1к   | 1к   | 2к   | 2к   | 2к   | 3к   | 1к   | 1к   | 2к   | 3к   | 1к   | 3к   | 2к   | A    | 2к   | 1к   | 12–16 |
| US Open         | A    | A    | 2к   | 1к   | 1к   | 1к   | 1к   | 2к   | ЧФ   | П    | ЧФ   | 1к   | 2к   | 4к   | 2к   | A    | 1к   | 1к   | 22–15 |
| Ви–Пр           | 0–1  | 2–2  | 2–4  | 1–4  | 4–4  | 4–4  | 2–3  | 10–4 | 13–4 | 11–3 | 10–4 | 5–4  | 6–4  | 8–4  | 7–4  | 3–2  | 3–4  | 1–3  | 92–63 |

### Парний розряд
| Турнір          | 2002 | 2003 | 2004 | 2005 | 2006 | 2007 | 2008 | 2009 | 2010 | 2011 | 2012 | 2013 | 2014 | 2015 | 2016 | 2017 | 2018 | 2019 | В–П    |
| --------------- | ---- | ---- | ---- | ---- | ---- | ---- | ---- | ---- | ---- | ---- | ---- | ---- | ---- | ---- | ---- | ---- | ---- | ---- | ------ |
| Australian Open | 1к   | 1к   | 2к   | 2к   | Ф    | ПФ   | A    | 3к   | 1к   | A    | A    | 2к   | 2к   | 3к   | 2к   | 2к   | A    | П    | 25–13  |
| French Open     | A    | A    | 3к   | 3к   | П    | ПФ   | 3к   | 3к   | 3к   | A    | 1к   | 3к   | 1к   | 3к   | 1к   | 1к   | 2к   | ЧФ   | 28–14  |
| Wimbledon       | A    | 2к   | 2к   | ПФ   | 3к   | ПФ   | Ф    | Ф    | 3к   | Ф    | 2к   | 1к   | 3к   | 2к   | A    | A    | 1к   |      | 33–14  |
| US Open         | A    | 2к   | 3к   | П    | ПФ   | 3к   | Ф    | ПФ   | A    | 1к   | A    | 2к   | A    | 1к   | 2к   | A    | ПФ   |      | 30–11  |
| Ви–Пр           | 0–1  | 2–3  | 6–4  | 13–3 | 17–3 | 14–4 | 12–3 | 13–4 | 4–3  | 5–2  | 1–2  | 4–4  | 3–3  | 5–4  | 2–3  | 1–2  | 5–3  | 6–0  | 117–52 |

## Фінали турнірів WTA

### Одиночний розряд: 25 (9 титулів, 16 поразок)
| Легенда                                                    |
| ---------------------------------------------------------- |
| Турніри Великого шлему (1–1)                               |
| Турнір чемпіонок WTA (0–1)                                 |
| Турніри WTA 1000 (Premier 5) (0–3)                         |
| Турніри WTA 500 (Tier II / Premier) (2–5)                  |
| Турніри WTA 250 (Tier III / Tier IV / International) (6–6) |

| Фінали за покриттям |
| ------------------- |
| Тверде (5–11)       |
| Ґрунт (4–5)         |

| Результат | В-П  | Дата     | Турнір                                                 | Категорія     | Покриття   | Опонент                     | Рахунок            |
| --------- | ---- | -------- | ------------------------------------------------------ | ------------- | ---------- | --------------------------- | ------------------ |
| Поразка   | 0–1  | Січ 2005 | Australian Hard Court Championships, Австралія         | Tier III      | Тверде     | Патті Шнідер                | 6–1, 3–6, 5–7      |
| Поразка   | 0–2  | Січ 2005 | Sydney International, Австралія                        | Tier II       | Тверде     | Алісія Молік                | 7–6(7–5), 4–6, 5–7 |
| Поразка   | 0–3  | Тра 2006 | Prague Open, Чехія                                     | Tier IV       | Ґрунт      | Шахар Пеєр                  | 6–4, 2–6, 1–6      |
| Поразка   | 0–4  | Вер 2008 | Hansol Korea Open Tennis Championships, Південна Корея | Tier IV       | Тверде     | Марія Кириленко             | 6–2, 1–6, 4–6      |
| Поразка   | 0–5  | Сер 2009 | LA Women's Tennis Championships, США                   | Premier       | Тверде     | Флавія Пеннетта             | 4–6, 3–6           |
| Перемога  | 1–5  | Жов 2009 | Japan Women's Open, Японія                             | International | Тверде     | Франческа Ск'явоне          | 7–5, 6–1           |
| Перемога  | 2–5  | Кві 2010 | Charleston Open, США                                   | Premier       | Ґрунт      | Віра Звонарьова             | 6–0, 6–3           |
| Поразка   | 2–6  | Тра 2010 | Porsche Tennis Grand Prix, Німеччина                   | Premier       | Ґрунт (i)  | Жустін Енен                 | 4–6, 6–2, 1–6      |
| Поразка   | 2–7  | Чер 2010 | Відкритий чемпіонат Франції з тенісу, Франція          | Grand Slam    | Ґрунт      | Франческа Ск'явоне          | 4–6, 6–7(2–7)      |
| Поразка   | 2–8  | Тра 2011 | Мастерс Рим, Італія                                    | Premier 5     | Ґрунт      | Марія Шарапова              | 2–6, 4–6           |
| Поразка   | 2–9  | Сер 2011 | Мастерс Канада, Канада                                 | Premier 5     | Тверде     | Серена Вільямс              | 4–6, 2–6           |
| Перемога  | 3–9  | Вер 2011 | Відкритий чемпіонат США з тенісу, США                  | Grand Slam    | Тверде     | Серена Вільямс              | 6–2, 6–3           |
| Поразка   | 3–10 | Жов 2011 | Японія Open, Японія                                    | International | Тверде     | Маріон Бартолі              | 3–6, 1–6           |
| Поразка   | 3–11 | Лют 2012 | Qatar Ladies Open, Катар                               | Premier 5     | Тверде     | Вікторія Азаренко           | 1–6, 2–6           |
| Поразка   | 3–12 | Жов 2012 | Кубок Кремля, Росія                                    | Premier       | Тверде (i) | Каролін Возняцкі            | 2–6, 6–4, 5–7      |
| Перемога  | 4–12 | Сер 2013 | San Diego Open, США                                    | Premier       | Тверде     | Азаренко Вікторія Федорівна | 6–2, 6–3           |
| Перемога  | 5–12 | Жов 2013 | Японія Open, Японія (2)                                | International | Тверде     | Ежені Бушар                 | 3–6, 7–5, 6–2      |
| Поразка   | 5–13 | Жов 2013 | Kremlin Cup, Росія                                     | Premier       | Тверде (i) | Сімона Халеп                | 6–7(1–7), 2–6      |
| Поразка   | 5–14 | Лис 2013 | Турнір чемпіонок WTA, Болгарія                         | Elite         | Тверде (i) | Симона Халеп                | 6–2, 2–6, 2–6      |
| Перемога  | 6–14 | Жов 2014 | Японія Open, Японія (3)                                | International | Тверде     | Заріна Діяс                 | 7–6(9–7), 6–3      |
| Перемога  | 7–14 | Тра 2015 | Internationaux de Strasbourg, Франція                  | International | Ґрунт      | Крістіна Младенович         | 3–6, 6–2, 6–3      |
| Перемога  | 8–14 | Лип 2015 | Gastein Ladies, Австрія                                | International | Ґрунт      | Карін Кнапп                 | 3–6, 7–6(7–3), 6–2 |
| Поразка   | 8–15 | Кві 2016 | Prague Open, Чехія                                     | International | Ґрунт      | Луціє Шафарова              | 6–3, 1–6, 4–6      |
| Перемога  | 9–15 | Тра 2017 | Internationaux de Strasbourg, Франція (2)              | International | Ґрунт      | Дарія Савілл                | 5–7, 6–4, 6–3      |
| Поразка   | 9–16 | Вер 2019 | Guangzhou International Women's Open, КНР              | International | Тверде     | Софія Кенін                 | 7–6(7–4), 4–6, 2–6 |

### Парний розряд: 43 (28 титулів, 15 поразок)
| Легенда                                          |
| ------------------------------------------------ |
| Турніри Великого шолома (4–5)                    |
| Фінал WTA (2–0)                                  |
| WTA 1000 (Tier I / Premier 5 / Premier M) (10–5) |
| WTA 500 (Tier II / Premier) (9–3)                |
| WTA 250 (Tier III / International) (3–2)         |

| Фінали за покриттям |
| ------------------- |
| Тверде (19–11)      |
| Трава (1–4)         |
| Ґрунт (5–0)         |
| Килим (3–0)         |

| Результат | В-П   | Дата     | Турнір                                            | Категорія     | Покриття   | Партнер                  | Опоненти                                              | Рахунок            |
| --------- | ----- | -------- | ------------------------------------------------- | ------------- | ---------- | ------------------------ | ----------------------------------------------------- | ------------------ |
| Поразка   | 0–1   | Лис 2004 | Tournoi de Québec, Канада                         | Tier III      | Тверде     | Ельс Калленс             | - Карлі Галліксон - Марія Емілія Салерні              | 5–7, 5–7           |
| Перемога  | 1–1   | Січ 2005 | Sydney International, Австралія                   | Tier II       | Тверде     | Бріанн Стюарт            | - Олена Дементьєва - Суґіяма Ай                       | w/o                |
| Перемога  | 2–1   | Кві 2005 | Amelia Island Championships, США                  | Tier II       | Ґрунт      | Бріанн Стюарт            | - Квета Пешке - Патті Шнідер                          | 6–4, 6–2           |
| Winn      | 3–1   | Сер 2005 | Connecticut Open, США                             | Tier II       | Тверде     | Ліза Реймонд             | - Хісела Дулко - Марія Кириленко                      | 6–2, 6–7(1–7), 6–1 |
| Перемога  | 4–1   | Вер 2005 | Відкритий чемпіонат США з тенісу, США             | Grand Slam    | Тверде     | Ліза Реймонд             | - Олена Дементьєва - Флавія Пеннетта                  | 6–2, 5–7, 6–3      |
| Перемога  | 5–1   | Жов 2005 | BGL Luxembourg Open, Люксембург                   | Tier II       | Тверде (i) | Ліза Реймонд             | - Кара Блек - Ренне Стаббс                            | 7–5, 6–1           |
| Перемога  | 6–1   | Жов 2005 | Кубок Кремля, Росія                               | Tier I        | Килим      | Ліза Реймонд             | Кара Блек Ренне Стаббс                                | 6–2, 6–4           |
| Поразка   | 6–2   | Лис 2005 | Philadelphia Championships, США                   | Tier II       | Тверде     | Ліза Реймонд             | Кара Блек Ренне Стаббс                                | 4–6, 6–7(4–7)      |
| Перемога  | 7–2   | Лис 2005 | Фінал WTA, США                                    | Фінали        | Тверде     | Ліза Реймонд             | Кара Блек Ренне Стаббс                                | 6–7, 7–5, 6–4      |
| Поразка   | 7–3   | Січ 2006 | Відкритий чемпіонат Австралії з тенісу, Австралія | Grand Slam    | Тверде     | Ліза Реймонд             | - Янь Цзи - Чжен Цзє                                  | 6–2, 6–7(7–9), 3–6 |
| Перемога  | 8–3   | Лют 2006 | Toray Pan Pacific Open, Японія                    | Tier I        | Килим      | Ліза Реймонд             | Кара Блек Ренне Стаббс                                | 6–2, 6–1           |
| Перемога  | 9–3   | Лют 2006 | U.S. National Indoor Championships, США           | Tier III      | Тверде     | Ліза Реймонд             | - Вікторія Азаренко - Каролін Возняцкі                | 7–6, 6–3           |
| Перемога  | 10–3  | Бер 2006 | Indian Wells Open, США                            | Tier I        | Тверде     | Ліза Реймонд             | - Вірхінія Руано Паскуаль - Меган Шонессі             | 6–2, 7–5           |
| Перемога  | 11–3  | Кві 2006 | Відкритий чемпіонат Маямі з тенісу, США           | Tier I        | Тверде     | Ліза Реймонд             | - Лізель Губер - Мартіна Навратілова                  | 6–4, 7–5           |
| Перемога  | 12–3  | Кві 2006 | Charleston Open, США                              | Tier I        | Ґрунт      | Ліза Реймонд             | Вірхінія Руано Паскуаль Меган Шонессі                 | 3–6, 6–1, 6–1      |
| Перемога  | 13–3  | Чер 2006 | Відкритий чемпіонат Франції з тенісу, Франція     | Grand Slam    | Ґрунт      | Ліза Реймонд             | Даніела Гантухова Суґіяма Ай                          | 6–3, 6–2           |
| Поразка   | 13–4  | Сер 2006 | Connecticut Open, США                             | Tier II       | Тверде     | Ліза Реймонд             | - Янь Цзи - Чжен Цзє                                  | 4–6, 2–6           |
| Перемога  | 14–4  | Жов 2006 | Porsche Tennis Grand Prix, Німеччина              | Tier II       | Тверде (i) | Ліза Реймонд             | Кара Блек Ренне Стаббс                                | 6–3, 6–4           |
| Перемога  | 15–4  | Жов 2006 | Linz Open, Австрія                                | Tier II       | Тверде     | Ліза Реймонд             | - Коріна Мораріу - Катарина Среботнік                 | 6–3, 6–0           |
| Перемога  | 16–4  | Лис 2006 | Hasselt Cup, Бельгія                              | Tier III      | Тверде     | Ліза Реймонд             | - Елені Даніліду - Ясмін Вер                          | 6–2, 6–3           |
| Перемога  | 17–4  | Лис 2006 | WTA Фінали, Іспанія (2)                           | Фінали        | Тверде     | Ліза Реймонд             | Кара Блек Ренне Стаббс                                | 3–6, 6–3, 6–3      |
| Перемога  | 18–4  | Лют 2007 | Pan Pacific Open, Японія (2)                      | Tier I        | Килим      | Ліза Реймонд             | Ваня Кінг Ренне Стаббс                                | 7–6(8–6), 3–6, 7–5 |
| Перемога  | 19–4  | Бер 2007 | Indian Wells Open, США (2)                        | Tier I        | Тверде     | Ліза Реймонд             | - Латіша Чжань - Чжуан Цзяжун                         | 6–3, 7–5           |
| Перемога  | 20–4  | Кві 2007 | Miami Open, США(2)                                | Tier I        | Тверде     | Ліза Реймонд             | Кара Блек Лізель Губер                                | 6–4, 3–6, [10–2]   |
| Перемога  | 21–4  | Тра 2007 | German Open, Німеччина                            | Tier I        | Ґрунт      | Ліза Реймонд             | - Татьяна Гарбін - Роберта Вінчі                      | 6–3, 6–4           |
| Перемога  | 22–4  | Чер 2007 | Eastbourne International, Велика Британія         | Tier II       | Трава      | Ліза Реймонд             | Квета Пешке Ренне Стаббс                              | 6–7(5–7), 6–4, 6–3 |
| Поразка   | 22–5  | Лип 2008 | Вімблдонський турнір, Велика Британія             | Grand Slam    | Трава      | Ліза Реймонд             | - Серена Вільямс - Вінус Вільямс                      | 2–6, 2–6           |
| Поразка   | 22–6  | Вер 2008 | US Open, США                                      | Grand Slam    | Тверде     | Ліза Реймонд             | Кара Блек Лізель Губер                                | 3–6, 6–7(6–8)      |
| Поразка   | 22–7  | Вер 2008 | Pan Pacific Open, Японія                          | Tier I        | Тверде     | Ліза Реймонд             | Ваня Кінг Надія Петрова                               | 1–6, 4–6           |
| Поразка   | 22–8  | Чер 2009 | Eastbourne International, Велика Британія         | Premier       | Трава      | Ренне Стаббс             | Суґіяма Ай Акгуль Аманмурадова                        | 4–6, 3–6           |
| Поразка   | 22–9  | Лип 2009 | Вімблдонський турнір, Велика Британія             | Grand Slam    | Трава      | Ренне Стаббс             | Серена Вільямс Вінус Вільямс                          | 6–7(4–7), 4–6      |
| Поразка   | 22–10 | Сер 2009 | Мастерс Канада, Канада                            | Premier 5     | Тверде     | Ренне Стаббс             | - Нурія Льягостера Вівес - Марія Хосе Мартінес Санчес | 6–2, 5–7, [9–11]   |
| Поразка   | 22–11 | Бер 2010 | Indian Wells Open, США                            | Premier M     | Тверде     | Петрова Надія Вікторівна | Квета Пешке Катарина Среботнік                        | 6–4, 2–6, [5–10]   |
| Поразка   | 22–12 | Кві 2010 | Miami Open, США                                   | Premier M     | Тверде     | Петрова Надія Вікторівна | Хісела Дулко Флавія Пеннетта                          | 3–6, 6–4, [7–10]   |
| Перемога  | 23–12 | Кві 2011 | Stuttgart Grand Prix, Німеччина (2)               | Premier       | Ґрунт (i)  | Сабіне Лісіцкі           | Крістіна Барруа Ясмін Вер                             | 6–1, 7–6(7–5)      |
| Поразка   | 23–13 | Лип 2011 | Wimbledon, Велика Британія                        | Grand Slam    | Трава      | Сабіне Лісіцкі           | Квета Пешке Катарина Среботнік                        | 3–6, 1–6           |
| Поразка   | 23–14 | Жов 2013 | Japan Women's Open, Японія                        | International | Тверде     | Чжан Шуай                | Крістіна Младенович Флавія Пеннетта                   | 4–6, 3–6           |
| Перемога  | 24–14 | Жов 2013 | Kremlin Cup, Росія (2)                            | Premier       | Тверде (i) | Світлана Кузнецова       | - Алла Кудрявцева - Анастасія Родіонова               | 6–1, 1–6, [10–8]   |
| Перемога  | 25–14 | Жов 2018 | Hong Kong Tennis Open, КНР SAR                    | International | Тверде     | Zhang Shuai              | - Сюко Аояма - Лідія Морозова                         | 6–4, 6–4           |
| Перемога  | 26–14 | Січ 2019 | Australian Open, Австралія                        | Grand Slam    | Тверде     | Zhang Shuai              | Тімеа Бабош Крістіна Младенович                       | 6–3, 6–4           |
| Поразка   | 26–15 | Бер 2019 | Miami Open, США                                   | Premier M     | Тверде     | Zhang Shuai              | - Елісе Мертенс - Аріна Соболенко                     | 6–7(5–7), 2–6      |
| Перемога  | 27–15 | Сер 2021 | Мастерс Цинциннаті, США                           | WTA 1000      | Тверде     | Zhang Shuai              | - Габріела Дабровскі - Луїза Стефані                  | 7–5, 6–3           |
| Перемога  | 28–15 | Вер 2021 | US Open, США                                      | Grand Slam    | Тверде     | Zhang Shuai              | Корі Гофф Кеті Макнеллі                               | 6–3, 3–6, 6–3      |

## Особисте життя
13 липня 2020 року оголосила про народження дочки Женев'єви зі своєю партнеркою Ліз Астлінг, яка народила.

## Виноски
1. ↑  5 active tennis players who have come out as gay or bisexual, ft. Daria Kasatkina & Samantha Stosur
2. ↑  Francesca Schiavone climbs to sixth in world rankings after French Open victory. The Daily Telegraph. London. 7 червня 2010. Архів оригіналу за 8 листопада 2010. Процитовано 17 листопада 2010.
3. ↑  Bernstein, Viv (11 вересня 2011). Stosur plays match of her life to win first major. ESPN. Архів оригіналу за 8 жовтня 2011. Процитовано 12 вересня 2011.
4. ↑  US Open 2005. ITFTennis.com. Архів оригіналу за 20 липня 2020. Процитовано 17 листопада 2010.
5. ↑  Australian Open 2006. ITFTennis.com. Архів оригіналу за 20 липня 2020. Процитовано 17 листопада 2010.
6. ↑  French Open 2006. ITFTennis.com. Архів оригіналу за 20 липня 2020. Процитовано 17 листопада 2010.
7. ↑  Wimbledon 2008. ITFTennis.com. Архів оригіналу за 20 липня 2020. Процитовано 17 листопада 2010.
8. ↑  US Open 2008. ITFTennis.com. Архів оригіналу за 20 липня 2020. Процитовано 17 листопада 2010.
9. ↑  Wimbledon 2009. ITFTennis.com. Архів оригіналу за 20 липня 2020. Процитовано 17 листопада 2010.
10. ↑  Mixed doubles champions. AustralianOpen.com. Архів оригіналу за 12 жовтня 2010. Процитовано 17 листопада 2010.
11. ↑  Mixed Doubles Finals 1913–2008. Wimbledon.org. Архів оригіналу за 24 листопада 2010. Процитовано 17 листопада 2010.
12. ↑  Партнерка зіркової екстенісистки народила доньку — фото. НВ. 14 липня 2020. Процитовано 24 липня 2021.